# František Jeniš
František Jeniš (7. června 1950 – 27. června 1989) byl český geograf, geolog, cestovatel, fotograf a pilot rogala.

## Sport
František Jeniš se od roku 1967 věnoval sportovnímu parašutismu. V 70. letech se pak stal průkopníkem závěsného létání v tehdejším Československu, v roce 1974 si postavil závěsný kluzák (rogalo) vlastní konstrukce.

## Expedice
V roce 1987 odjel František Jeniš jako pilot motorového rogala a zdravotník na expedici Tatra kolem světa (na expedici měl přezdívku Filip). V létě 1988 se k expedici v oblasti Jižní Ameriky krátce připojila též Jenišova manželka Ludmila Jenišová, která si tam rovněž vyzkoušela létání na rogalu. Přes Pacifik do Asie pak už výprava dále pokračovala bez ní. 27. června 1989 se při sjíždění řeky Hunza v pohoří Karákorám v Pákistánu převrátil s Františkem Jenišem a Alešem Novákem člun, František Jeniš pak v peřejích řeky tragicky zahynul.

## Publikační činnost
Deník, který si František Jeniš během expedice vedl, měl společně s jeho skicami a fotografiemi sloužit jako základ pro knihu. Tu po Jenišově smrti z jeho zápisků sestavila manželka Ludmila. Kniha S rogalem kolem světa vyšla v roce 1994 v nakladatelství Baroko & Fox s ISBN 80-85642-17-4.